# Wacław Latocha
Wacław Latocha (Komorniki, voivodat de Łódź, 25 d'octubre de 1936 - Łódź, 27 d'abril de 2006) va ser un ciclista polonès. Era especialista en el ciclisme en pista. Del seu palmarès destaca la medalla de plata al Campionat del món en Quilòmetre contrarellotge de 1967, per darrere del danès Niels Fredborg.
Va prendre part en dues edicions dels Jocs Olímpics.